# Branisko (przełęcz)
Branisko (ludowo też Chvalabohu; 751 m n.p.m.) – istotna komunikacyjnie przełęcz w paśmie górskim Branisko we wschodniej Słowacji. Przełęcz dzieli pasmo Braniska na część północną (masyw Smrekovica) i południową (masyw Sľubica).
Przez przełęcz od dawna przechodziła droga łącząca Spisz z Szaryszem, przy której stała przydrożna karczma. 5 lutego 1849 r. w czasie Wiosny Ludów miała tu miejsce potyczka między węgierskimi honwedami a oddziałem słowackich ochotników. W latach 1939–1941 wybudowano obecną drogę nr 18 z Preszowa do Popradu, schodzącą w kierunku tego drugiego miasta kilkoma serpentynami. Obecnie ok. 800 m na południe od przełęczy biegnie tunel Branisko w ciągu autostrady D1 (aktualnie tylko jedna nitka).
Na przełęczy znajduje się drewniany krzyż z Bożą Męką, a tuż nad jej siodłem kamienna kapliczka zwana "Chvalabohu", co dało ludową nazwę temu miejscu. Utrudzeni męczącym podejściem lub podjazdem wędrowcy mieli wzdychać: "Chvála bohu, že sme hore!" (Chwała Bogu, że jesteśmy na górze!). Karczma na przełęczy została z końcem II wojny światowej zaminowana przez Niemców. Wybuch miny-pułapki zniszczył budynek i zabił czterech żołnierzy radzieckich wojsk inżynieryjnych. Przy resztkach podmurówki ustawiona jest tablica upamiętniająca to zdarzenie.
Z rejonu przełęczy interesujące widoki, w tym w kierunku zachodnim na Zamek Spiski.
Grzbietem przez przełęcz przebiega zielono  znakowany szlak turystyczny łączący Sabinov w Szaryszu ze spiskimi Krompachami a także niebieskie znaki z Sabinova na Predky pod Sľubicą. Wyprowadzają na nią również żółte znaki z Wyżniego Sławkowa.